# William Wolf
William Wolf (1925-28 de marzo de 2020) fue un crítico de cine y teatro estadounidense, y autor de varios libros.

## Carrera
Fue crítico de cine para las revistas Cue y New York en las décadas de 1960 y 1980. Más tarde, fue presidente del Drama Desk y presidente del New York Film Critics Circle. Sirvió dos años como presidente del Círculo de Críticos de Cine de Nueva York y fue miembro de la Sociedad Nacional de Críticos de Cine, el New York Film Critics Online, la Online Film Critics Society, PEN, la American Theatre Critics Association, la Asociación Internacional de Críticos de teatro y la Asociación Americana de Profesores Universitarios. Sirvió durante cuatro años como presidente del Drama Desk, una organización de críticos y escritores en el teatro, y anteriormente sirvió durante dos años en su comité de nominaciones para los Drama Desk Awards y estuvo en la Junta Ejecutiva del Drama Desk. 
En la Universidad de Nueva York, fue profesor adjunto y enseñó cine como literatura en el departamento de inglés; y cine y literatura en el departamento de francés. El profesor Wolf fue particularmente conocido por su curso de Vista previa de películas, ahora presentado de forma independiente en el Lincoln Center en el Centro Elinor Bunin Munroe. Durante el transcurso de su carrera, Wolf entrevistó a cientos de notables del cine y teatro y ha cubierto los principales festivales de cine del mundo. Entre los entrevistados se encontraban Ingmar Bergman y Charlie Chaplin. Las cintas de audio de sus entrevistas con directores, actores, productores y otros en el mundo del cine y el escenario constituyen la Colección de entrevistas de cine y teatro William Wolf (1972-1998), parte de los archivos de sonido grabado de Rodgers y Hammerstein, donado a la Biblioteca Pública de las Artes Escénicas de Nueva York. 
Wolf fue el autor de Landmark Films: The Cinema and Our Century, que escribió en colaboración con su esposa, Lillian Kramer Wolf, y de los Marx Brothers. Ha contribuido con capítulos sobre "Easy Rider" y "Duck Soup" a "The A List: 100 Essential Films", una colección de reseñas de miembros de la National Society of Film Critics, y "The Eroticism of Words" y "Kinsey" en la secuela de la National Society, "The X List".

## Muerte
Murió el 28 de marzo de 2020 por complicaciones del COVID-19 causado por el virus del SARS-CoV-2 durante la pandemia de enfermedad por coronavirus.